# Mega Man X
Mega Man X — вышедшая в Японии под названием Rockman X — игра в жанре платформера, разработанная и изданная компанией Capcom для игровой системы Super Nintendo Entertainment System. Это первая игра серии Mega Man для 16-битной игровой системы и первая игра в серии Mega Man X, ответвлении оригинальной серии Mega Man, начавшейся на Nintendo Entertainment System, предшественнице Super Nintendo. Mega Man X была выпущена в Японии 17 декабря 1993 года, и в следующем году вышла в Северной Америке и Европе. Действие игры происходит через столетие после событий оригинальной серии Mega Man в футуристическом мире, населённом людьми и «Реплоидами» — роботами, способными думать, чувствовать и развиваться подобно своим человеческим создателям. Из-за этих сложных свойств многие Реплоиды склонны к деструктивной, бунтарской деятельности, после чего их называют «Мавериками». Сюжет игры повествует о главном герое Иксе, андроиде-участнике военного подразделения под названием «Охотники на Мавериков». С помощью своего напарника Зеро, Икс должен сорвать планы Сигмы, могущественного лидера Мавериков, желающего уничтожить человечество.
Художник серии Кэйдзи Инафунэ рассказывал, что с переходом на более продвинутое игровое оборудование разработка Mega Man X включала в себя переосмысление Mega Man через расширение игрового процесса и более зрелый сюжет, с сохранением при этом основных концепций, на которых была построена франшиза. Во многом подобно предшествующим играм серии Mega Man на NES, Mega Man X представляет собой стандартный экшн-платформер, где игрок берёт под контроль одноимённого персонажа и должен пройти набор из восьми начальных уровней в любом желаемом порядке. Победа над боссом в конце каждого уровня даёт игроку новое оружие, которое затем можно переключать и использовать по желанию на протяжении всей игры. Однако Mega Man X добавляет ряд новых функций и вносит радикальные изменения в оригинальную игровую механику предыдущих игр серии. К ним относятся возможность совершать рывок по земле, взбираться по стенам и получать улучшения брони, дающие особые способности.
Mega Man X удостоилась положительных отзывов за игровой процесс, звук и графику, а также за попытку улучшить стареющую франшизу Mega Man. Являясь долгосрочным коммерческим успехом на Super Nintendo, Mega Man X впоследствии была портирована на персональные компьютеры и мобильные устройства, включена в североамериканский сборник Mega Man X Collection для GameCube и PlayStation 2, а также выпущена в сервисе Virtual Console для Wii, Wii U и New Nintendo 3DS. Игра также получила ремейк для PlayStation Portable под названием Mega Man Maverick Hunter X. В сентябре 2017 года Nintendo переиздала Mega Man X в составе игровой системы Super NES Classic Edition, а ограниченное физическое переиздание для SNES в честь 30-летия серии Mega Man было издано iam8bit. Игра также вошла в состав сборника Mega Man X Legacy Collection для PlayStation 4, Xbox One, Nintendo Switch и Windows.

## Игровой процесс
Серия игр Mega Man X является продолжением оригинальной серии Mega Man для игровой системы NES, которая представляла собой платформеры с элементами run-and-gun. Игра Mega Man X использует те же основные принципы, что и её предшественницы, но с множеством дополнений. Игрок управляет протагонистом по имени Икс. После прохождения вступительного уровня, игроку предоставляется экран выбора этапов с изображениями восьми боссов — Мавериков. Каждый уровень наполнен различными врагами и ловушками, а в конце происходит битва с боссом. Победа над Мавериком позволяет Иксу использовать его особое оружие. Порядок прохождения уровней может быть любым, и оружие, полученное на одном этапе, можно использовать для преодоления препятствий на других. Однако некоторых боссов гораздо легче победить, если сначала пройти другого босса и получить его оружие. Существуют определённые последовательности прохождения, облегчающие игру — например, победа над Storm Eagle на авианосце вызовет отключение электричества на уровне электростанции Spark Mandrill. Игра использует систему паролей для сохранения прогресса, включая пройденные уровни и полученные улучшения. На некоторых этапах Икс может пилотировать Ride Armor — механизированную броню, способную наносить мощные удары по противникам.
Способности Икса во многом схожи со способностями персонажей предыдущих игр серии Mega Man — он умеет бегать, прыгать и стрелять из встроенной в руку пушки «X-Buster» с функцией зарядки выстрела. Однако Mega Man X вводит ряд новых элементов, отсутствовавших в оригинальных играх Mega Man. Одной из ключевых особенностей является возможность взбираться, скатываться или прыгать практически с любой стены. На определённых этапах можно найти капсулы с частями брони, при подходе к которым воспроизводится голографическое сообщение от доктора Лайта. Каждая капсула улучшает одну из частей тела Икса — ноги, броню или шлем, даруя игроку повышенную защиту (броня), а также новые способности, такие как ускорение (ноги) и возможность разбивать блоки (шлем). Игрок также может собирать спрятанные резервуары энергии «Heart Tanks», увеличивающие максимальный запас здоровья Икса, и резервуары «Sub-Tanks», позволяющие хранить дополнительную энергию для последующего использования. При выполнении определённых условий открывается секретная капсула, дающая Иксу возможность выполнять приём «Hadouken» — атаку, используемую персонажами серии Street Fighter от Capcom.

## Сюжет
События Mega Man X разворачиваются в неопределённый период 22 века (21XX), примерно через 100 лет после событий оригинальной серии Mega Man. Археолог доктор Кейн (англ. Dr. Cain) обнаруживает руины исследовательского центра робототехники, которым когда-то управлял легендарный разработчик роботов доктор Томас Лайт (англ. Dr. Thomas Light). Среди развалин Кейн находит большую капсулу с чрезвычайно продвинутым роботом, обладающим человеческим интеллектом, эмоциями и свободой воли — тем, чего мир ещё не видел. Лайт хотел, чтобы его творение обладало разумом, добрым нравом и пониманием противоречивых аспектов человеческой морали. Робот был погружён в анабиоз на время 30-летней диагностической программы для проверки этих качеств. Кейн проводит несколько месяцев, изучая робота, которому было дано имя «Икс». Затем он решает создать копию Икса и в течение нескольких месяцев заканчивает первого «реплицированного андроида» или «Реплоида» — робота, способного думать, чувствовать, учиться и развиваться в точности как человек. В течение года этот дизайн стандартизируется и начинается массовое производство Реплоидов. Однако свобода воли, данная Реплоидам, приводит к возможности преступной деятельности. Таких взбунтовавшихся Реплоидов законопослушные граждане клеймят «Мавериками» (англ. Mavericks).
Когда общественный резонанс против участившихся инцидентов с Мавериками становится слишком сильным, чтобы его игнорировать, правительство вмешивается и по совету доктора Кейна формирует элитное подразделение военной полиции под названием «Охотники на Мавериков» (англ. Maverick Hunters). Задача Охотников — захватывать или обезвреживать любых Реплоидов, представляющих угрозу для людей, контролировать ущерб от восстаний Мавериков, помогать в ликвидации последствий катастроф и выполнять другие необходимые задачи. Для руководства этой группой Кейн разрабатывает очень продвинутого Реплоида по имени Сигма, который считается невосприимчивым к любым дефектам, вызывающим появление Мавериков. Сигма возглавляет Охотников в течение некоторого времени, прежде чем в конечном итоге сам становится Мавериком вместе с подавляющим большинством других Охотников, многие из которых присоединяются к нему из верности. Сигма захватывает контроль над небольшим островом, изгоняя всех людей. Утверждая, что люди неполноценны и ограничивают рост и потенциал Реплоидов, он призывает своих последователей начать массовую кампанию по уничтожению человечества. Икс, терзаемый чувством вины за то, что помог создать такую опасную расу, объединяет усилия с последним оставшимся «Охотником на Мавериков» — Зеро (англ. Zero), чтобы остановить Сигму любой ценой.
Во время миссии по отражению атаки Мавериков на шоссе, Икс встречает Вайла — наёмника-Маверика, работающего на Сигму и управляющего механизированным танком «Ride Armor». В критический момент сражения Икса спасает Зеро, что вынуждает Вайла отступить. После битвы Зеро подбадривает менее опытного в сражениях Икса. Затем Икс выслеживает и уничтожает восьмерых самых сильных Мавериков Сигмы и встречается с Зеро у цитадели Сигмы. Внутри крепости Икс обнаруживает, что Зеро попал в плен к Вайлу. Происходит ещё одна битва, завершающаяся так же, как их первая встреча — Икс оказывается во власти Вайла. Неожиданно Зеро освобождается, хватается за Вайла и самоуничтожается, уничтожая своё тело и Ride Armor Маверика. Потрясённый жертвой Зеро, Икс восстанавливает силы и уничтожает Вайла. Зеро в последний раз подбадривает товарища и погибает от полученных повреждений. Преисполненный решимости, Икс пробивается к Сигме, побеждает лидера Мавериков и покидает островную крепость, когда та взрывается и идёт ко дну. На обратном пути на базу Икс размышляет о произошедших событиях, о жертве Зеро, своём решении сражаться и продолжающейся войне с Мавериками. После титров появляется сообщение от Сигмы, раскрывающее, что Икс уничтожил лишь временное тело, а дух Сигмы живёт. Сигма говорит, что соберёт новые, более сильные тела для исполнения своего замысла, и скоро снова увидится с Иксом.

## Создание
Mega Man X создавалась командой Capcom, ранее работавшей над серией Mega Man для NES. Ведущий художник Кэйдзи Инафунэ рассказывал, что разработка Mega Man X потребовала большого количества мозговых штурмов для написания сюжета, поскольку целью команды было отойти от канонов оригинальных игр Mega Man, сохранив при этом их основы. В оригинальной серии Mega Man Инафунэ обычно разрабатывал дизайн главного героя, в то время как его протеже Хаято Кадзи занимался второстепенными персонажами. Однако их роли поменялись местами в Mega Man X. Кадзи нарисовал главного героя, но столкнулся с трудностями при создании первоначального дизайна. По сравнению с NES, более широкая цветовая палитра SNES предоставляла ему гораздо большую свободу действий, чем он привык. Инафунэ и Кадзи одновременно работали над различными вариантами дизайна Икса с разными частями брони. Идея с частями брони возникла потому, что игра разрабатывалась в то время, когда ролевые видеоигры становились чрезвычайно популярными. Инафунэ считал, что Mega Man всегда представляла собой классическую формулу экшн-игры, в которой герой получает способности побеждённых врагов; части брони были добавлены для дополнения этой концепции.
Инафунэ придумал персонажа Зеро, которого изначально планировал сделать главным героем. «Когда вышла серия X, я очень хотел переработать дизайн Мега Мена», — объяснял Инафунэ. «Я хотел совершенно другого Мега Мена. Я дизайнер, создатель; я хотел чего-то нового. Я не хотел использовать того же старого Мега Мена». Опасаясь негативной реакции фанатов, Зеро в итоге была отведена второстепенная роль. Кроме того, команда разработчиков хотела, чтобы мир Mega Man X был гораздо более сложным, чем в первой серии Mega Man. Они стремились добиться этого с помощью «хардкорной» личности Зеро и главного антагониста игры, Сигмы. По словам Инафунэ, у злодея оригинальной серии, доктора Вайли, «была сторона, которую нельзя было по-настоящему ненавидеть». Однако Сигма был задуман как некогда положительный персонаж, подвергшийся «непредвиденной ошибке», которая привела его к абсолютному злу. Сюжет игры претерпел несколько изменений в процессе разработки. Два союзника Икса, названные RX и RY, появлялись в превью игры, но позже были удалены. Mega Man X изменила традицию серии использовать тематических боссов с приставкой «Man» в имени, заменив их антропоморфными андроидами, напоминающими животных. Работа над дизайном и пиксельной графикой этих восьми боссов была разделена между тремя иллюстраторами: Инафунэ нарисовал Storm Eagle и Chill Penguin; Кадзи — Spark Mandrill, Launch Octopus и Sting Chameleon; а Кадзунори Тадзаки — Flame Mammoth, Armored Armadillo и Boomer Kuwanger. Команда тщательно следила за тем, чтобы боссы отличались друг от друга как по телосложению, так и по цветовой гамме. Тацуя Йосикава, недавно нанятый Capcom четвёртый художник, получил задание помочь остальной команде в разработке, иллюстрировании и создании спрайтов для второстепенных врагов.
Музыкальное сопровождение для Mega Man X было написано группой Alph Lyla компании Capcom. Первоначально единственным композитором, назначенным на игру, был Сэцуо Ямамото, который написал подавляющее большинство саундтрека. Однако на поздних стадиях производства для помощи в завершении саундтрека были привлечены ещё четыре композитора: Юки Иваи, Тоcихико Хорияма, Юко Такэхара и Макото Томодзава. Первые трое были ответственны за один трек каждый: Chill Penguin, Password Screen и Boomer Kuwanger соответственно. Томодзава написал две композиции: Storm Eagle и Spark Mandrill. Впоследствии Иваи и Хорияма написали саундтреки для Mega Man X2 и X4 соответственно. 9 марта 1994 года японское подразделение Sony Records выпустило аранжированный альбом с десятью композициями. Музыка с использованием музыкальных инструментальных семплов SNES была включена в саундтрек Capcom Music Generation: Rockman X1 ~ X6, выпущенный лейблом Suleputer в 2003 году.
Успех серии Mega Man позволил Capcom продолжать выпускать игры для NES и в эпоху 16-битных систем. Первый тизер версии Mega Man для SNES появился в виде превью Mega Man 6 в весеннем выпуске японского фанатского журнала Club Capcom за 1993 год. В Северной Америке Mega Man X была анонсирована в мартовском номере журнала Game Players за 1993 год в интервью со старшим вице-президентом Capcom Джозефом Моричи. Первоначально предполагалось, что Super Mega Man будет иметь «довольно большой объём памяти и систему сохранения на батарейках». Осенний выпуск Club Capcom анонсировал игру Rockman X с датой выхода в Японии в декабре 1993 года, раскрыл несколько деталей сюжета и игрового процесса, а также показал Зеро в виде силуэта «персонажа, похожего на Блюза». В преддверии выпуска игра освещалась североамериканской прессой в рамках выставок Consumer Electronics Show летом 1993 года и зимой 1994 года.

## Критика
| Сводный рейтинг    | Сводный рейтинг         |
| Агрегатор          | Оценка                  |
| ------------------ | ----------------------- |
| GameRankings       | SNES: 88,50 %           |
| Metacritic         | PSP: 79/100 iOS: 55/100 |
| Иноязычные издания |                         |
| Издание            | Оценка                  |
| EGM                | 9/10                    |
| Famitsu            | 26/40                   |
| GamePro            | (4,75/5)                |
| IGN                | 9/10                    |
| Nintendo Life      | 9/10                    |
| Game Players       | 95/100                  |
| Super Play         | 88 %                    |
| M! Games           | 76/100                  |

С момента выхода Mega Man X получила широкое признание критиков. Игровые журналы в США и Европе, включая Electronic Gaming Monthly (EGM), GamePro, Game Players, Nintendo Power, Super Play и немецкую версию Total!, неизменно высоко оценивали визуальную составляющую, звук, управление и общий игровой процесс. Game Players охарактеризовал Mega Man X как «почти идеальный картридж с классическим геймплеем, отличной графикой и звуком, а также тоннами скрытых предметов и улучшений». Nintendo Power отметил, что игра отличается «отличным управлением и весёлым, но сложным игровым процессом».
Ретроспективно веб-сайты, такие как IGN, GameSpot, GamesRadar и 1UP.com, рассматривали Mega Man X как успешную веху в переходе серии Mega Man с постепенно устаревающей платформы NES на Super Nintendo. Бретт Элстон из GamesRadar писал: «X была полным переосмыслением серии, безупречно реализованным обновлением, выхода которого фанаты ждали с ажиотажем, невиданным во франшизе со времён Mega Man 2 и 3».
Mega Man X подверглась критике и со стороны некоторых изданий. Эд Семрад, Дэньон Карпентер и Эл Мануэль из группы рецензентов EGM отметили, что уровень сложности игры, возможно, слишком низкий; Семраду не понравился вступительный этап, и он также посчитал игру слишком короткой. Редактор Super Play Зи Николсон снизил оценку игры, поскольку счёл уровни недостаточно большими и сложными. «Несколько элементарных трюков, таких как повторение лёгких секций для восстановления энергии и оружия, помогут вам пройти более сложные места, — пояснил Николсон. — На уровнях вы также найдёте точки возрождения, дополнительные жизни и отсутствие жёстких ограничений по времени, оказывающих давление на ваше прохождение. Сочетайте это с системой паролей, которая записывает пройденные уровни, статус и накопленное оружие, и вы поймёте, что тут нет долгосрочного вызова для опытного игрока». Nintendo Power раскритиковал, как мало изменилась игра, заявив, что «тематика остаётся такой же, как в играх Mega Man для Game Boy и NES».
Название игры изначально вызвало некоторую путаницу; игровые журналы сообщали, что многие геймеры ошибочно приняли «X» за римскую цифру 10.
Mega Man X заняла 58-е место в списке «100 лучших игр Nintendo всех времён» в 100-м выпуске журнала Nintendo Power в сентябре 1997 года, 103-е место в списке «Топ-200 игр» в 200-м выпуске в феврале 2006 года и 11-е место среди лучших игр для Super Nintendo всех времён в выпуске за август 2008 года. Как GamesRadar, так и ScrewAttack поместили Mega Man X на восьмое место в библиотеке игр для Super Nintendo. GamePro аналогичным образом поставил её на восьмое место среди величайших 16-битных видеоигр. Game Informer поместил её на 120-е место среди лучших игр всех времён в своём 200-м выпуске в декабре 2009 года. IGN назвал её 12-й лучшей в своём собственном списке 100 лучших игр для SNES в 2011 году. В 2018 году Complex поместил игру на 15-е место в списке «Лучшие игры для Super Nintendo всех времён», сочтя игру одной из лучших в серии Mega Man X. В 1995 году Total! поместил игру на 28-е место в своём списке 100 лучших игр для Super Nintendo.